# Algerije op de Olympische Zomerspelen 2004
Algerije nam in 2004 voor de 10e keer deel aan de Olympische Zomerspelen. Ondanks de vrij uitgebreide delegatie van 72 sporters werd er geen enkele medaille behaald.

## Overzicht per sport
| Sport         | Aantal deelnemers |
| ------------- | ----------------- |
| Atletiek      | 21                |
| Boksen        | 7                 |
| Gewichtheffen | 2                 |
| Judo          | 13                |
| Roeien        | 5                 |
| Schermen      | 8                 |
| Tafeltennis   | 5                 |
| Tennis        | 1                 |
| Worstelen     | 1                 |
| Zwemmen       | 8                 |
| Totaal        | 72                |

## Deelnemers & Resultaten
(m) = mannen, (v) = vrouwen 

### Atletiek
| Olympiër            | Discipline              | Resultaat | Prestatie                                                                   |
| ------------------- | ----------------------- | --------- | --------------------------------------------------------------------------- |
| Malik Louahla       | 200 m (m)               | 27e       | serie 3: 2e in 20,67 kwartfinale 2: 7e in 20,93                             |
| Adem Hecini         | 400 m (m)               | 45e       | serie 8: 5e in 46,80                                                        |
| Djabir Saïd-Guerni  | 800 m (m)               | 7e        | serie 2: 3e in 1.45,94 halve finale 1: 1e in 1.45,76 finale: 7e in 1.45,61  |
| Nabil Madi          | 800 m (m)               | 41e       | serie 6: 5e in 1.47,52                                                      |
| Kamal Boulahfane    | 1500 m (m)              | 11e       | serie 1: 4e in 3.38,59 halve finale 2: 5e in 3.41,27 finale: 11e in 3.39,02 |
| Tarek Boukensa      | 1500 m (m)              | 24e       | serie 3: 5e in 3.37,94 halve finale 1: DNF                                  |
| Mohamed Khaldi      | 1500 m (m)              | 32e       | serie 2: 12e in 3.42,47                                                     |
| Ali Saïdi-Sief      | 5000 m (m)              | 10e       | serie 2: 1e in 13.18,94 finale: 10e in 13.32,57                             |
| Samir Moussaoui     | 5000 m (m)              | 14e       | serie 1: 8e in 13.24,98 finale: 14e in 14.02,01                             |
| Khoudir Aggoune     | 5000 m (m)              | 21e       | serie 2: 10e in 13.29,37                                                    |
| Abdelhakim Maazouz  | 3000 m steeplechase (m) | 30e       | serie 2: 11e in 8.36,12                                                     |
| Saïd Belhout        | marathon (m)            | 49e       | finale: 2:22.32                                                             |
| Rachid Ziar         | marathon (m)            | DNF       |                                                                             |
| Mustapha Bennacer   | marathon (m)            | DNF       |                                                                             |
| Moussa Aouanouk     | 20km snelwandelen (m)   | 31e       | finale: 1:28.28                                                             |
| Abderrahmane Hammad | hoogspringen (m)        | 15e       | kwalificaties: 2,25 m                                                       |
|                     |                         |           |                                                                             |
| Nahida Touhami      | 1500 m (v)              | 13e       | serie 2: 8e in 4.06,41 halve finale 2: 8e in 4.07,21                        |
| Nouria Mérah-Benida | 1500 m (v)              | DNS       |                                                                             |
| Souad Aït Salem     | 5000 m (v)              | 33e       | serie 1: 16e in 16.02,10                                                    |
| Souad Aït Salem     | 10000 m (v)             | DNF       |                                                                             |
| Nasria Azaïdj       | marathon (v)            | DNF       |                                                                             |
| Baya Rahouli        | hink-stap-springen (v)  | 6e        | kwalificaties: 2e in 14,89 m finale: 14,86 m                                |

### Boksen
| Olympiër             | Discipline | Resultaat | Prestatie                                                                |
| -------------------- | ---------- | --------- | ------------------------------------------------------------------------ |
| Mebarek Soltani      | -51kg (m)  | 17e       | 1e ronde: V van RUS Balaskshin: 25-26                                    |
| Malik Bouziane       | -54kg (m)  | 9e        | 1e ronde: W van FRA Hallab: 19-16 2e ronde: V van RUS Kovalev: 20-23     |
| Hadj Belkheir        | -57kg (m)  | 17e       | 1e ronde: V van RUS Tishchenko: 17-37                                    |
| Nasserredine Fillali | -64kg (m)  | 17e       | 1e ronde: V van BUL Georgiev: RSC                                        |
| Benamar Meskine      | -69kg (m)  | 17e       | 1e ronde: V van USA Martirosyan: 20-45                                   |
| Nabil Kassel         | -75kg (m)  | 9e        | 1e ronde: W van BRA Abreu: 41-36 2e ronde: V van USA Dirrell: RSC        |
| Abdelhani Kenzi      | -81kg (m)  | 9e        | 1e ronde: W van KOR Hak-Seong: 25-19 2e ronde: V van UZB Haydarov: 19-31 |

### Gewichtheffen
| Olympiër                  | Discipline | Resultaat | Prestatie                                                                  |
| ------------------------- | ---------- | --------- | -------------------------------------------------------------------------- |
| Nafaa Benami              | -56kg (m)  | DNF       | trekken: 12e met 105.0 kg (12e) stoten: -                                  |
| Leila Francoise Lassouani | -63kg (v)  | 7e        | trekken: 8e met 85.0 kg (8e) stoten: 6e met 115.0 kg (6e) totaal: 200.0 kg |

### Judo
| Olympiër            | Discipline | Resultaat | Prestatie |
| ------------------- | ---------- | --------- | --- |
| Omar Rebahi         | -60kg (m)  | 25e       | 1e ronde: V van KAZ Donbay: ippon |
| Amar Meridja        | -66kg (m)  | 9e        | 1e ronde: W van EGY El Hady: ippon 2e ronde: W van ISR Vaks: yuko kwartfinale: V van SLO Krnáč: ippon herkansingen: V van ESP Peñas: yuko                                                        |
| Noureddine Yagoubi  | -73kg (m)  | 17e       | 1e ronde: W van TGA Latu: ippon 2e ronde: V van UKR Bilodid: ippon |
| Amar Benikhlef      | -81kg (m)  | 17e       | 1e ronde: W van EGY El Sayed: ippon 2e ronde: V van GER Wanner: ippon |
| Khaled Meddah       | -90kg (m)  | 21e       | 1e ronde: V van BRA Honorato: ippon |
| Sami Belgroun       | -100kg (m) | 17e       | 1e ronde: W van PUR Ayala: ippon 2e ronde: V van GEO Jikurauli: ippon |
| Mohamed Bouaichaoui | +100kg (m) | 21e       | 1e ronde: V van EST Pertelson: ippon |
|                     |            |           | |
| Soraya Haddad       | -48kg (v)  | 9e        | 1e ronde: W van CAF Ali: ippon 2e ronde: W van CUB Zambrano: ippon kwartfinale: V van JPN Tani: ippon herkansingen 2: V van GRE Karagiannopoulou: waza-ari + koka                                |
| Salima Souakri      | -52kg (v)  | 5e        | 1e ronde: W van SLO Nareks: yuko 2e ronde: V van CHN Dongmei: koko herkansingen 2: W van GER Imbriani: waza-ari herkansingen 3: W van ROU Aluaș: waza-ari bronzen finale: V van CUB Savón: ippon |
| Lila Latrous        | -57kg (v)  | 20e       | 1e ronde: V van CHN Yuxiang: ippon |
| Rachida Ouerdane    | -70kg (v)  | 18e       | 1e ronde: V van CHN Dongya: waza-ari |

### Roeien
| Olympiër     | Discipline | Resultaat | Prestatie                                                                                                  |
| ------------ | ---------- | --------- | --- |
| Mohamed Aich | skiff (m)  | 28e       | serie 3: 4e in 7.41,85 herkansingen 2: 4e in 7.46,98 halve finale D: 5e in 7.22,05 finale E: 4e in 7.25,49 |

### Schermen
| Olympiër                                                   | Discipline     | Resultaat | Prestatie                                                          |
| ---------------------------------------------------------- | -------------- | --------- | ------------------------------------------------------------------ |
| Abderrahmane Daidj                                         | degen (m)      | 33e       | 1e ronde: V van UKR Karjoetsjenko: 6-15                            |
| Sofiane El Azizi                                           | floret (m)     | 17e       | 1e ronde: W van USA Dupree: 16-15 2e ronde: V van FRA Guyart: 4-15 |
| Nassim Islam Bernaoui                                      | sabel (m)      | 33e       | 1e ronde: V van CHN Yaojiang: 6-15                                 |
| Raouf Salim Bernaoui                                       | sabel (m)      | 33e       | 1e ronde: V van GRE Manetas: 10-15                                 |
| Reda Benchehima                                            | sabel (m)      | 33e       | 1e ronde: V van CHN Feng: 3-15                                     |
| Nassim Islam Bernaoui Raouf Salim Bernaoui Reda Benchehima | sabel team (m) | 9e        | 1e ronde: V van Griekenland: 25-45                                 |
|                                                            |                |           |                                                                    |
| Zahra Gamir                                                | degen (v)      | 33e       | 1e ronde: V van ROU Brânză: 14-15                                  |
| Wassila Saïd-Guerni                                        | floret (v)     | 17e       | 1e ronde: V van CHN Jie: 12-15                                     |

### Tafeltennis
| Olympiër                              | Discipline     | Resultaat | Prestatie                                     |
| ------------------------------------- | -------------- | --------- | --------------------------------------------- |
| Mohamed Boudjadja                     | enkelspel (m)  | 49e       | 1e ronde: V van IND Kamal: 1-4                |
| Mohamed Boudjadja Abdel Hakim Djaziri | dubbelspel (m) | 25e       | 1e ronde: V van Japan Arai/Yuzawa: 0-4        |
| Leila Boucetta                        | enkelspel (v)  | 49e       | 1e ronde: V van TPE I-Hua: 0-4                |
| Asma Menaifi                          | enkelspel (v)  | 49e       | 1e ronde: V van ITA Stefanova: 0-4            |
| Asma Menaifi Souad Nechab             | dubbelspel (v) | 33e       | 1e ronde: V van Tunesië Ben Kahia/Guenni: 2-4 |

### Tennis
| Olympiër      | Discipline    | Resultaat | Prestatie                             |
| ------------- | ------------- | --------- | ------------------------------------- |
| Lamine Ouahab | enkelspel (m) | 33e       | 1e ronde: V van ESP Robredo: 3-6, 4-6 |

### Worstelen
| Olympiër        | Discipline               | Resultaat | Prestatie                                               |
| --------------- | ------------------------ | --------- | ------------------------------------------------------- |
| Samir Benchenaf | -55kg Grieks-Romeins (m) | 20e       | groepsfase: V van CUB Rivas: 0-4 V van IRI Rangraz: 0-4 |

### Zwemmen
| Olympiër        | Discipline           | Resultaat | Prestatie                                                                  |
| --------------- | -------------------- | --------- | -------------------------------------------------------------------------- |
| Salim Iles      | 50m vrije slag (m)   | 8e        | serie 11: 2e in 22,26 halve finale 1: 3e in 22,16 (NR) finale: 8e in 22,37 |
| Salim Iles      | 100m vrije slag (m)  | 7e        | serie 9: 4e in 49,72 halve finale 1: 1e in 49,13 finale: 7e in 49,30       |
| Mahrez Mebarek  | 200m vrije slag (m)  | 35e       | serie 4: 4e in 1.53,00                                                     |
| Mahrez Mebarek  | 400m vrije slag (m)  | 30e       | serie 3: 4e in 3.59,10                                                     |
| Sofiane Daid    | 100m schoolslag (m)  | 32e       | serie 5: 6e in 1.03,63                                                     |
| Sofiane Daid    | 200m schoolslag (m)  | 31e       | serie 2: 4e in 2.17,78                                                     |
| Aghiles Slimani | 100m vlinderslag (m) | 48e       | serie 3: 7e in 56,22                                                       |
| Aghiles Slimani | 200m vlinderslag (m) | 32e       | serie 2: 7e in 2.04,93                                                     |
| Raouf Benabid   | 200m wisselslag (m)  | 35e       | serie 2: 1e in 2.06,34                                                     |
|                 |                      |           |                                                                            |
| Sabria Dahane   | 400m wisselslag (v)  | 24e       | serie 1: 3e in 5.10,20                                                     |

Afghanistan · Albanië · Algerije · Amerikaanse Maagdeneilanden · Amerikaans-Samoa · Andorra · Angola · Antigua en Barbuda · Argentinië · Armenië · Aruba · Australië · Azerbeidzjan · Bahama's · Bahrein · Bangladesh · Barbados · België · Belize · Benin · Bermuda · Bhutan · Bolivia · Bosnië en Herzegovina · Botswana · Brazilië · Britse Maagdeneilanden · Brunei · Bulgarije · Burkina Faso · Burundi · Cambodja · Canada · Centraal-Afrikaanse Republiek · Chili · China · Chinees Taipei · Colombia · Comoren · Congo-Brazzaville · Congo-Kinshasa · Cookeilanden · Costa Rica · Cuba · Cyprus · Denemarken · Djibouti · Dominica · Dominicaanse Republiek · Duitsland · Ecuador · Egypte · El Salvador · Equatoriaal-Guinea · Eritrea · Estland · Ethiopië · Fiji · Filipijnen · Finland · Frankrijk · Gabon · Gambia · Georgië · Ghana · Grenada · Griekenland · Groot-Brittannië · Guam · Guatemala · Guinee · Guinee‑Bissau · Guyana · Haïti · Honduras · Hongarije · Hongkong · Ierland · IJsland · India · Indonesië · Irak · Iran · Israël · Italië · Ivoorkust · Jamaica · Japan · Jemen · Jordanië · Kaaimaneilanden · Kaapverdië · Kameroen · Kazachstan · Kenia · Kirgizië · Kiribati · Koeweit · Kroatië · Laos · Lesotho · Letland · Libanon · Liberia · Libië · Liechtenstein · Litouwen · Luxemburg · Macedonië · Madagaskar · Malawi · Malediven · Maleisië · Mali · Malta · Marokko · Mauritanië · Mauritius · Mexico · Micronesië · Moldavië · Monaco · Mongolië · Mozambique · Myanmar · Namibië · Nauru · Nederland · Nederlandse Antillen · Nepal · Nicaragua · Nieuw-Zeeland · Niger · Nigeria · Noord-Korea · Noorwegen · Oeganda · Oekraïne · Oezbekistan · Oman · Oostenrijk · Oost‑Timor · Pakistan · Palau · Palestina · Panama · Papoea-Nieuw-Guinea · Paraguay · Peru · Polen · Portugal · Puerto Rico · Qatar · Roemenië · Rusland · Rwanda · Saint Kitts en Nevis · Saint Lucia · Saint Vincent en Grenadines · Salomonseilanden · Samoa · San Marino · Sao Tomé en Principe · Saoedi-Arabië · Senegal · Servië en Montenegro · Seychellen · Sierra Leone · Singapore · Slovenië · Slowakije · Soedan · Somalië · Spanje · Sri Lanka · Suriname · Swaziland · Syrië · Tadzjikistan · Tanzania · Thailand · Togo · Tonga · Trinidad en Tobago · Tsjaad · Tsjechië · Tunesië · Turkije · Turkmenistan · Uruguay · Vanuatu · Venezuela · Verenigde Arabische Emiraten · Verenigde Staten · Vietnam · Wit-Rusland · Zambia · Zimbabwe · Zuid-Afrika · Zuid-Korea · Zweden · Zwitserland